# Erseia oligochaeta
Erseia oligochaeta är en ringmaskart som beskrevs av Nygren, Sundkvist, Mikac och Pleijel 20. Erseia oligochaeta ingår i släktet Erseia och familjen Syllidae. Inga underarter finns listade i Catalogue of Life.